# 巴哈马奥林匹克委员会
巴哈马奥林匹克委员会（英語：Bahamas Olympic Committee，IOC编码：BAH）是代表巴哈马的国家奥林匹克委员会。巴哈马奥林匹克委员会成立于1952年，并于同年获得国际奥林匹克委员会的认可。该组织也是泛美体育组织的成员。

## 外部连结
- 官方网站 （英文）